# Nova Airways
Nova Airways — авиакомпания Судана, базирующаяся в Хартуме.
По итогам 2015 года Nova Airways занимала четвёртое место по провозной способности среди авиакомпаний выполняющих рейсы в Судане, уступая лидерство авиакомпаниям Badr Airlines, Saudi Arabian Airlines и национальному перевозчику Sudan Airways.

## Направления
| Направления полётов по странам | Направления полётов по странам    | Направления полётов по странам |
| Город                          | Аэропорт                          | Примечания                     |
| Судан                          | Судан                             | Судан                          |
| ------------------------------ | --------------------------------- | ------------------------------ |
| Эль-Фашир                      | Аэропорт Эль-Фашир                |                                |
| Эль-Обейд                      | Аэропорт Эль-Обейд                |                                |
| Эль-Генейна                    | Аэропорт Эль-Генейна              |                                |
| Кассала                        | Кассала                           |                                |
| Хартум                         | Хартумский международный аэропорт | Базовый аэропорт               |
| Ньяла                          | Ньяла                             |                                |
| Порт Судан                     | Международный аэропорт Порт Судан |                                |
| Южный Судан                    |                                   |                                |
| Джуба                          | Международный аэропорт Джубы      |                                |
| Эритрея                        |                                   |                                |
| Асмэра                         | Международный аэропорт Асмэры     |                                |

## Флот
| Тип ВС             | В эксплуатации | Были раньше |
| ------------------ | -------------- | ----------- |
| Boeing 737-500     | 0              | 2           |
| Canadair CRJ-200ER | 2              | 3           |
| Fokker 50          | -              | 1           |
| Total              | 2              | 6           |

## Галерея
- Boeing 737
- CRJ-200
- Boeing 737
- Fokker 50